# Тана (город)
Тана — средневековый город на левом берегу Дона, в районе современного города Азов (Ростовская область РФ). Существовал в XII—XV веках под властью итальянской торговой республики Генуя (см. Генуэзские колонии в Северном Причерноморье).

## Предыстория
Недалеко от Таны, основанной в конце XII века итальянскими купцами из Венецианской республики, в античные времена, с III века до н. э. по начало V века н. э. существовала древнегреческая колония Танаис, данные о которой сохранились в римских хрониках, так как несмотря на постепенное замещение греческого населения пришедшим примерно в то же время, когда греки осваивали берега Чёрного моря, скифско-сарматским, город сохранил связи со Средиземноморьем, входил в состав Боспорского царства, а затем был зависим от Римской империи, как и другие города Северного Причерноморья и Приазовья. В начале V века под натиском кочевых племён гуннов Танаис пришёл в упадок и был разрушен.

## Хронология

### Предпосылки к основанию Таны
Оживление торговли, происходившее в восточном Средиземноморье с конца XI века, было отчасти связано с ослаблением Византии, которая хотя уже и не в состоянии была поддерживать эллинские порядки в Северном Причерноморье, но долгое время не пропускала купцов итальянских талассократических государств через Босфор. Захват Константинополя в 1204 году крестоносцами привёл к сосредоточению торговли в руках венецианцев и генуэзцев.

### Основание
В конце XII века Тана возникла как торговое поселение венецианских купцов на изменившемся основном рукаве устья Дона, ныне называемом Старый Дон. Название напоминает древнегреческий Танаис, также располагавшийся на основном рукаве Дона до его изменения (у современного хутора Недвиговка), что может говорить об определённой преемственности поселений. Степи в округе Таны были наполнены кочевниками-тюрками — половцами.
После 1204 года доступ к городу получила и Генуя, построившая в его пределах военно-торговую крепость. В городе жили итальянские купцы и моряки, исключительно мужчины. Самым доходным занятием была работорговля. Рабы (татары и особенно высоко ценившиеся славяне, известные у арабов как «сакалиба», а на Западе как «белые татары») в огромных количествах продавались на рынках Таны для всего Средиземноморья от Сирии и Египта до Франции и Испании.
Множество публикаций и различных записок путешественников ясно дают понять, что Генуэзская и Венецианская республики обосновали свои поселения недалеко друг от друга.
Первое упоминание о поселении как о генуэзской колонии можно найти в письме-напутствии к представителям Генуи в Тане от 1 февраля 1361 года.
Остатки генуэзской Таны можно увидеть и в XXI веке в городе Азове на Генуэзской улице. О венецианской же Тане сохранились лишь упоминания в письменных источниках.
Венецианская колония в Тане создана по договору, заключённому в 1332 году венецианским послом А. Дзено с ханом Узбеком. В договоре между ханом Узбеком и Венецией о предоставлении земельного участка было отдельно оговорено условие, что венецианская колония располагаться должна «отдельно от генуэзцев» (luogo desparte deli Zenoesi). Упоминание о Тане, как о венецианской колонии с укреплённым поселением с изгородью и рвами встречается в документах, датированных XIV веком.

### Соперничество за Тану
Во все времена своей истории, при всех поворотах её торговой судьбы Тана оставалась крупнейшим рынком рабов.
В Тане, как и в Содайе, переплелись интересы сразу трёх великих держав своего времени: Венеции, Генуи и Золотой Орды.
При образовании Золотой Орды (середина XIII века) колония Тана стала называться сокращённо Тан и перешла в подчинение татаро-монголам.
В XIII—XV веках Тана являлась вассалом Золотой Орды, итальянское название которой употреблялось наравне с тюркским Азак.

### Упадок
В 1343 году захват Таны ханом Джанибеком пагубно отразился на Греции и Италии, где ощущался сильный недостаток зерна и солёной рыбы, вывозившихся из Приазовья и Причерноморских районов. Хан Джанибек изгнал итальянцев из Таны сроком на 5 лет после вспыхнувшей в городе и закончившейся убийством татарина ссоры. 18 июня 1344 года Венеция и Генуя заключили договор об урегулировании взаимных претензий и о совместных действиях против «империи Джанибека».
В 1380 году местные итальянцы, скорее всего, генуэзцы и венецианцы, предположительно участвовали в Куликовской битве на стороне монголо-татар хана Мамая.
В 1395 году войска Тамерлана после разгрома войск Тохтамыша дошли до Азака/Таны и сровняли город с землёй, полностью разрушив его стены.
После многочисленных войн, когда из Таны сначала изгонялись венецианцы, а затем, они возвращались, в 1397 году в колонию был направлен посол Бланко де Рипа, который сообщил о том, что «вместо города он нашёл руины и полное опустошение». Но венецианцы твёрдо решили вернуть и отстроить всю территорию, даже после того как были уничтожены документы, «а дома и городские стены лежали в развалинах». Этим должен был заниматься посол Андрей Джустиниани. В конце XIV века площадь колонии значительно сократилась.
После захвата и разграбления города татарами хана Пулада сначала в 1410, а затем в 1418 году генуэзцы и венецианцы были вынуждены проявлять солидарность и взаимную помощь перед внешней угрозой. Это не исключало рецидивов враждебности, но они всё более локализовались не как конфликты между Венецией и Генуей, которые раньше приводили к войнам между этими республиками (см. Венециано-генуэзские войны), а как локальные столкновения Каффы с венецианской Таной или довольно ограниченные по масштабам стычки между жителями двух факторий в самой Тане.
Несмотря на все разрушения, Тана неоднократно отстраивалась, вплоть до османского завоевания.
В 1475 году Тана/Азак была захвачена турками и вскоре прекратила своё существование. Во времена Османской империи недалеко от Таны вырос турецкий город-крепость Азак (Азов).

## Азов
В 1559 году Азов осадили запорожцы Дмитрия Вишневецкого. В 1637 году донские и запорожские казаки вновь взяли Азов и удерживали его до 1642 года (так называемое Азовское осадное сидение).
В результате Азовских походов 1695—1696 годов Петра Первого Азов перешёл к России, и с 1709 года стал губернским городом. После неудачного для русских Прутского похода 1711 года, когда российская армия, попав в окружение, была принуждена турками к сдаче, был заключён Прутский мир, по которому Россия возвращала Азов Османской империи.
Во время русско-турецкой войны 1735—1739 годов крепость была в очередной раз взята (1736) войсками под командованием генерала П. П. Ласси и по Белградскому миру 1739 года вошла в состав России.
В 2015 году при раскопках в Социалистическом переулке Азова в жилище XIV века археологи нашли монетный штемпель — небольшой кривобокий бронзовый цилиндрик.